# 이명숙
이명숙 (1951년 12월 27일~) 은 대한민국의 성우이다. 문화방송 성우극회 소속. 1972년 MBC 공채 5기로 입사했다.
현재 동화구연 강사와 믿음의 선교단 홍보대사로 활동 중이다.

## 출연작품

### TV
- 비련초(SBS) - 이천댁 역
- 며느리 삼국지(KBS) - 장 여사 역
- 자매들(MBC) - 이천댁 역

### 방송
- 로빈 훗의 모험(MBC) - 윌
- 피터팬의 모험(MBC) - 존
- 동방불패(MBC) - 동방불패(여)
- 호호아줌마(비디오) - 호호아줌마
- 우주보안관 장고(MBC)
- 리틀 킹(MBC)
- 피아니스트의 전설(SBS)
- 샤베르대령(SBS)
- 디어 헌터(MBC)
- 이겨라 승리호(SBS)
- 장지웅심(SBS)
- 쉬핑 뉴스(SBS)
- 미스틱 피자(SBS)
- 스타쉽 트루퍼스(SBS)
- 맥시멈 리스크(SBS)
- 벤허(SBS) - 알라
- 하이렌더 4(SBS)
- 탄생(MBC) - 힐 부인(조 캘드웰)
- 뮤리엘의 웨딩(MBC)
- 사랑의 블랙홀(MBC)
- 결혼 만들기(MBC)
- 뱀파이어의 환생(MBC)
- 패신저 57(MBC)
- 나 홀로 집에 2(MBC) - 숙모(테리 스넬) / 비둘기 아줌마(브렌다 프리커)
- 마야 붕붕(MBC)
- 수퍼보이(MBC) - 벨다
- 마르코 폴로의 모험(MBC)
- 알프스의 메아리(MBC)
- 미래용사 볼트론(MBC)
- 못말리는 아이들(MBC)
- 마이티 마우스(MBC) - 이빨요정 / 마우스 엄마 외
- 눈의 여왕(애니원) - 수녀
- 컴퓨터 인간 맥스(MBC) - 크리스 영
- 하버드 대학의 공부벌레들(MBC) - 킹스필드 교수 비서
- 해리슨 포드의 의혹(MBC)
- 코브라(MBC) - 차안의 여성(루이스 캐리 클락)
- 몰리와 나(EBS) - 해설
- 세느강의 별(MBC)
- 마틴 기어의 귀향(SBS) - 카트린 보에르(이자벨 사도양)
- 돌아온 링고(MBC) - 루시타(니브즈 나바로)
- 악마의 4시(MBC) - 마가렛(미셸 몬타우)
- 로미오와 줄리엣(MBC) - 몬테큐 부인(에스메랄다 루스폴리)
- 레비아탄(MBC) - 마틴(메그 포스터)
- 흑인 오르페(MBC) - 상인(마리아 엘리스)
- 고공 침투(SBS)
- 베토벤(MBC) - 아줌마(로렐 크로닌)

### 연극
- 하얀 자화상
- 모정의 세월 - 영남댁 역
- 퀸 에스더 - 테라 역
- 헬렌 캘러 - 이브 고모 역

## 같이 보기
- 문화방송 성우극회